# Up- en downtime
Up- en downtime zijn begrippen die worden gebruikt om de periode aan te duiden waarin een computersysteem of -netwerk al dan niet beschikbaar is. Dit is vooral van belang is voor computergebruikers die via hun computer met een centrale server, bijvoorbeeld een bestandsserver of een webserver, zijn verbonden. Wanneer een computersysteem of een website tijdelijk niet kan worden bereikt wordt gezegd dat het down is. Dat kan bijvoorbeeld komen door onderhoud. Het is de taak van de sysop ervoor te zorgen dat een computer zo veel mogelijk kan worden gebruikt en een website zo veel mogelijk beschikbaar is.
Een hoge uptime kan gevaarlijk zijn, omdat je voor sommige kritieke updates wel moet herstarten.
Linux en Unix
Gebruikers van Linux- en Unix-systemen kunnen het commando uptime gebruiken om te bepalen hoe lang de server al up is. Vaak worden ook de huidige tijd weer, het aantal gebruikers en meer gemiddelden voor de voorbije minuten aangegeven:
```
pi@raspberrypi ~ $ uptime
10:54:52 up 12 days, 20:20,  1 user,  load average: 0.23, 0.28, 0.29
```